# بی‌شوجو

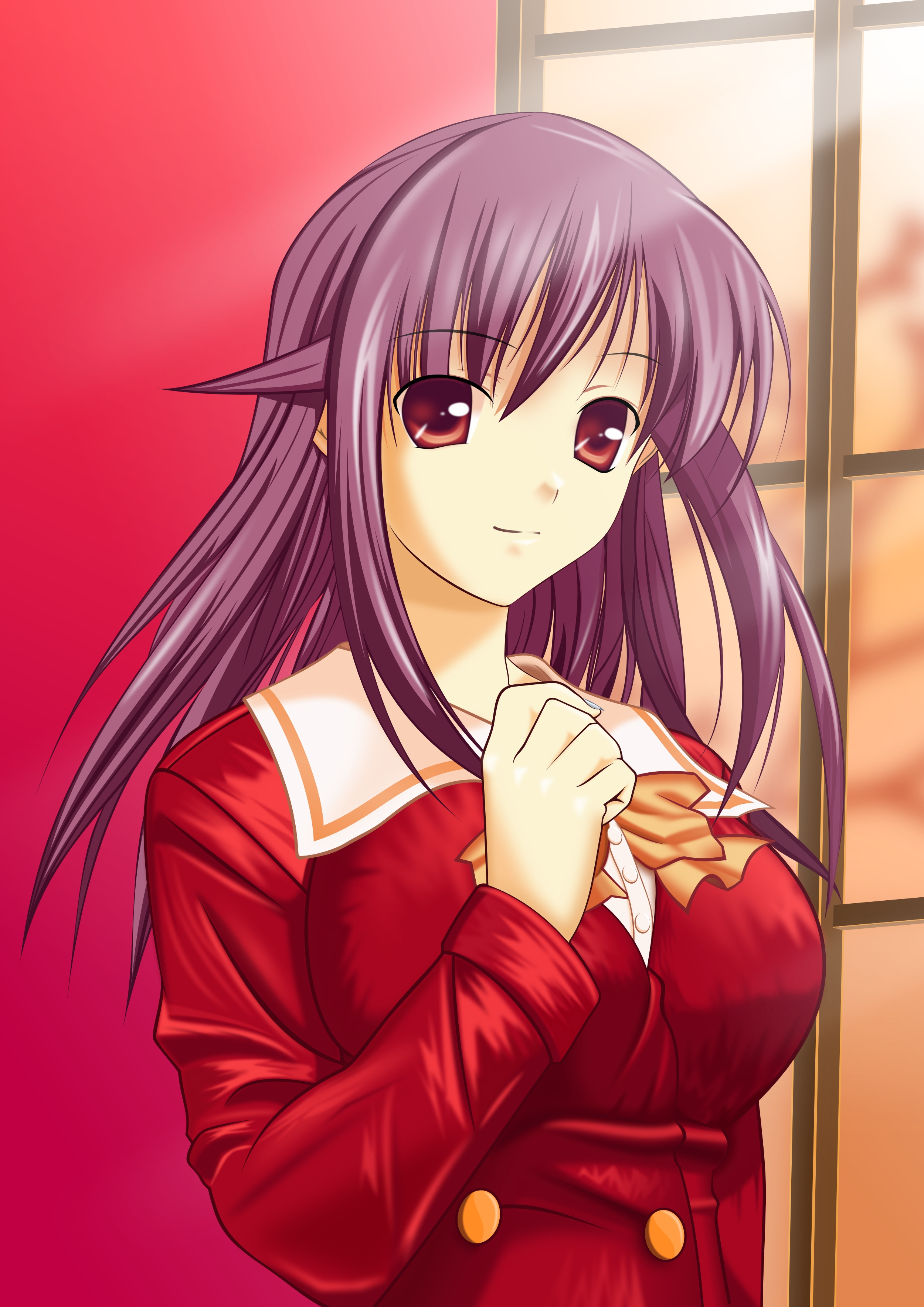
ترسیمی در سبک موئه از یک شخصیت بیشوجو با ترکیب عناصر طراحی ماهورو آندو از ماهوروماتیک و هاروهی سوزومیا از رؤیاهای هاروهی سوزومیا

بی‌شوجو (به ژاپنی: 美少女) (با معنای تحت‌اللفظی «دختر زیبای جوان») از واژگان ژاپنی است و به دخترهای جوان و زیبایی اشاره دارد که معمولاً در سنین کم‌تر از دانشگاه هستند. بیشوجو در واژه‌نامهٔ ژاپنی شاخص کوجین در زمرهٔ لغات قرار نگرفته‌است. یک واژهٔ دیگر، بیوجو (به ژاپنی: 美幼女) به دختری در سنین کم‌تر از بلوغ اشاره دارد. بی‌شوجو اشاره به تعداد زیادی از سبک‌های مختلف انیمه و مانگا دارد و تقریباً تمام انیمه‌هایی که دارای ویژگی‌هایی از قبیل دختران زیبا هستند (همانند سیلر مون) به عنوان بی‌شوجو در نظر گرفته می‌شوند.

## در انیمه و مانگا
شخصیت‌های بیشوجو تقریباً در تمام گونه‌های انیمه و مانگا دیده می‌شوند، به ویژه در دیتنیگ سیم‌ها، رمان‌های تصویری (که با عنوان بازی بیشوجو نیز شناخته می‌شوند) و انیمه و مانگاهای حارم. گاهی این واژه با واژهٔ مشابه شوجو اشتباه می‌شود؛ بیشوجو به جنسیت و ویژگی‌های منحصربه‌فرد شخصیت اشاره دارد درحالی که «شوجو» به مخاطبین اشاره دارد. اگرچه بیشوجو صرفاً نوعی طراحی کاراکتر است و یک ژانر نیست، اما گاهی اوقات مجموعه‌هایی که به‌طرز بارزی چنین کاراکترهایی را دربرمی‌گیرند مانند «حارم» یا رمان‌های تصویری، به عنوان «مجموعه‌های بیشوجو» شناخته می‌شوند. از آن‌جا که یکی از جذابیت‌های این مجموعه‌ها، هنر ترسیمی و شخصیت‌های زن جذاب است، گاهی این واژه به عنوان گونه‌ای که تنها بر بازاریابی شخصیت‌های زیبا تأکید دارد و نه محتوای داستان، دارای باری منفی است.